# قاضي (غرمخان)
قاضي (بالإنجليزية: Qazi, Garmkhan)‏ هي مستوطنة تقع في إيران في قسم غرمخان الريفي. يقدر عدد سكانها بـ 443 نسمة .